# Karel Tieftrunk
Karel Tieftrunk (30. října 1829 Bělá pod Bezdězem – 2. prosince 1897 Kutná Hora) byl středoškolský profesor, aktivní člen českých kulturních organizací, autor učebnic a odborných textů v oblasti jazykovědy a historie.

## Život
Absolvoval gymnázium v Litoměřicích. V roce 1847 odešel do Prahy, kde studoval jazykozpyt, zeměpis a dějepis. Roku 1852 začal učit na akademickém gymnáziu, ale brzy se přestěhoval do Litoměřic, kde byl nejdříve suplujícím, později řádným gymnazijním profesorem. Roku 1854 na žádost českých studentů začal po vyučování vykládat o české literatuře; tato aktivita vyvolala zájem úřadů (ředitel školy dostal příkaz, přísně na tyto přednášky dohlížet; zákaz ale vydán nebyl). V letech 1859 – 82 působil jako profesor německé vyšší reálné školy v Praze a pak až do důchodu jako ředitel českého gymnázia v Žitné ulici.

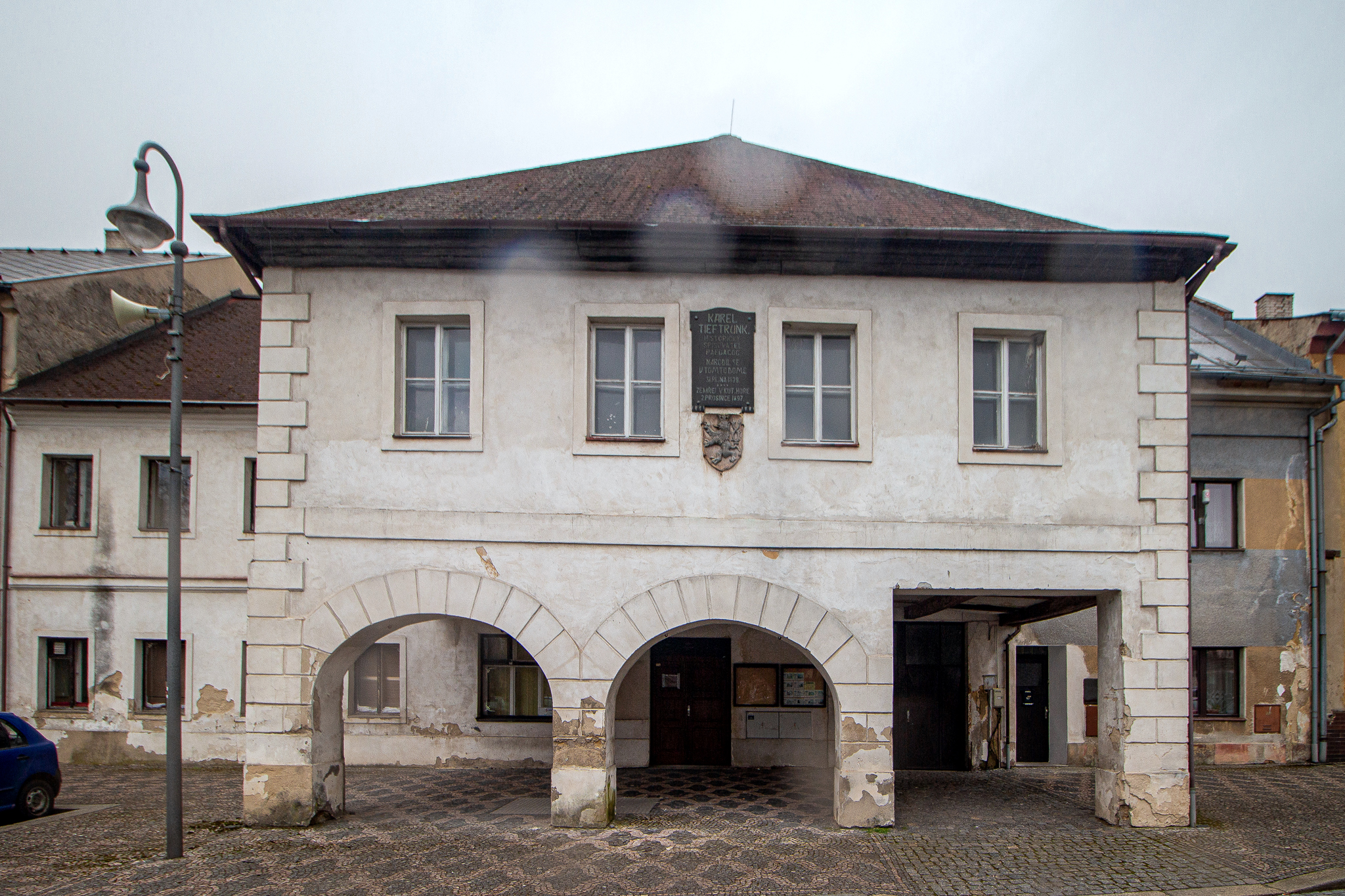
Pamětní deska na Masarykově náměstí (č. p. 138)

Ve volném čase se zapojil do činnosti českých kulturních institucí. V letech 1864-65 studoval historické archívy na Mladoboleslavsku. Roku 1867 se stal mimořádným členem Královské české společnosti nauk a o čtyři roky později užšího sboru Matice české. V této organizaci pracoval v komisi pro sepsání „Brusu jazyka českého“ (kodifikace české gramatiky), který vyšel s Tieftrunkovým rozsáhlým úvodem roku 1877. Později působil v ministerské komisi pro sestavení českých čítanek a ve spolcích na podporu středního školství.
Od roku 1857 publikoval, především historické studie v odborných časopisech (Památky archeologické, Právník, Osvěta, Zprávy královské společnosti, Časopis Musea království českého). Připravil nové vydání Historie české Pavla Skály ze Zhoře a napsal knihy Odpor stavův českých proti Ferdinandovi I. l. 1547, Historie literatury české a Dějiny Matice České (poslední byla vydána k slavnosti 50 let trvání instituce r. 1881 a Tieftrunk ji doplnil i přednáškou). Vydal také dvoudílnou českou čítanku pro německé střední školy.
S obsáhlým vzděláním a přátelským vystupováním se Tieftrunk těšil velké vážnosti mezi spisovateli i pedagogy. Současníci na jeho pracích oceňovali vědeckou hloubku a jazykovou vybroušenost; považovali ho za jednoho z předních badatelů a spisovatelů. Rovněž si vážili jeho snahy probouzet národní uvědomění u českých studentů, které rodiče zapsali na německé školy.